# Cottonwood West (Utah)
Cottonwood West era un lugar designado por el censo (census-designated place o CPD) en el condado de Salt Lake, estado de Utah, Estados Unidos. Se encuentra entre Holladay y Murray pero ha sido anexado por las dos ciudades. Según el censo de 2000, el CPD tenía una población de 18.727 habitantes, con un ligero incremento respecto a 1990, cuando contaba con 17.476 habitantes. La zona era conocida como South Cottonwood en el censo de 1980, cuando su población era de 11.117 habitantes.

## Geografía
Cottonwood West se encuentra en las coordenadas 40°38′44″N 111°50′55″O / 40.64556, -111.84861.
Según la oficina del censo de Estados Unidos, el CDP tiene una superficie de 10.4 km². No tiene superficie cubierta de agua.

## Demografía
Según el censo de 2000, había 18.727 habitantes, 7.853 casas y 5.096 familias residían en el CPD. La densidad de población era 1.798,6 habitantes/km². Había 8.248 unidades de alojamiento con una densidad media de 792,2 unidades/km².
La máscara racial del CPD 93,08% blanco, 0,78% afroamericano, 0,46% indio americano, 2,35% asiático, 0,18% de las islas del Pacífico, 1,29% de otras razas y 1,86% de dos o más razas. Los hispanos o latinos de cualquier raza eran el 4,20% de la población.
Había 7.853 casas, de las cuales el 24,6% tenía niños menores de 18 años, el 51,7% eran matrimonios, el 10,0% tenía un cabeza de familia femenino sin marido, y el 35,1% no eran familia. El 28,3% de todas las casas tenían un único residente y el 11,4% tenía sólo residentes mayores de 65 años. El promedio de habitantes por hogar era de 2,38 y el tamaño medio de familia era de 2,95.
El 20,5% de los residentes era menor de 18 años, el 10,8% tenía edades entre los 18 y 24 años, el 25,8% entre los 25 y 44, el 24,5% entre los 45 y 64, y el 18,4% tenía 65 años o más. La media de edad era 40 años. Por cada 100 mujeres había 89,9 hombres. Por cada 100 mujeres de 18 años o más, había 87,4 hombres.
El ingreso medio por casa en el CPD era de 48.645$, y el ingreso medio para una familia era de 60.823$. Los hombres tenían un ingreso medio de 39.316$ contra 30.587$ de las mujeres. Los ingresos per cápita para la ciudad eran de 27.023$. Aproximadamente el 3,8% de las familias y el 5,3% de la población estaban por debajo del nivel de pobreza, incluyendo el 7,1% de menores de 18 años y el 4,2% de mayores de 65.
- Datos: Q2549952